# 김판근
김판근(한국 한자: 金判根, 1964년 3월 5일 ~ )은 대한민국의 전 축구 선수 및 현 지도자이다. 

## 축구인 경력
1983년 FIFA 세계 청소년 축구 선수권 대회 4강 신화의 주역이여 대우 로얄즈에서 데뷔를 했으며 1994년 미국 월드컵에 출전하였다. 만 17세 242일의 대한민국 축구 국가대표팀 최연소 A매치 출장기록 보유자이기도 하다. 현역 시절 센스있고 재치있는 플레이를 보여주어 그라운드의 여우라는 별명을 갖고 있었으며 현재 BSP 유스 아카데미를 운영하고 있는데 형 김윤본은 국가대표 테니스 선수였다.

## 플레이 스타일
현역 시절 주포지션은 오른쪽 풀백으로 미드필더로도 활약하였다.

## 수상

### 선수
대우 로얄즈
- K리그 우승 2회 : 1987, 1991
- K리그 준우승 1회 : 1990

 대한민국 U-20 축구 국가대표팀
- 1983년 FIFA 세계 청소년 축구 선수권 대회 : 4강

### 개인
- 체육훈장 백마장 : 1983년
- K리그 베스트 11 (2회) : 1993년, 1995년